# Synagoge (Hoorn)
De synagoge in de Noord-Hollandse stad Hoorn werd in 1780 gebouwd ten behoeve van de groeiende joodse gemeenschap. De eerste vermelding van joden die zich in Hoorn vestigden, komt uit 1622 en betreft Sefardische Joden. De synagoge werd in 1874 gerestaureerd en uitgebreid. 
In de jaren 1940 liep het aantal leden van de gemeenschap, door de oorlog en de stichting van de Staat Israël, sterk terug; in 1953 waren er nog 43 leden die reeds jaren elders naar de synagoge gingen. Dat jaar werd besloten tot sloop van de bouwvallige synagoge. Van de synagoge rest nu alleen nog een afbeelding op een moderne gevelsteen in de gevel van het nieuwe pand aan de Italiaanse Zeedijk 122.

## Gevelsteen

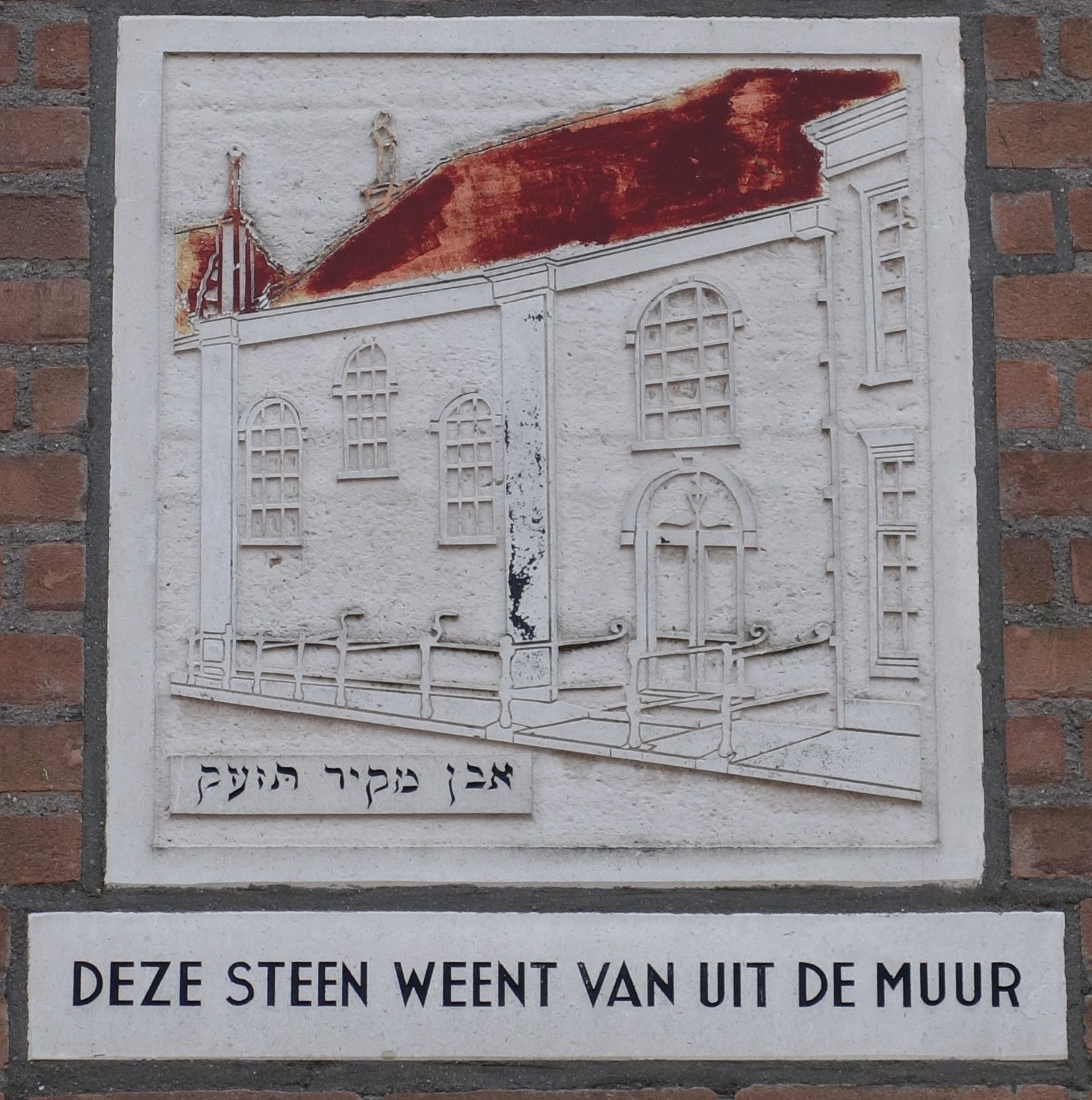
De gevelsteen met daarop afgebeeld de gesloopte synagoge.

De gevelsteen is in 1979 in het nieuwe pand geplaatst om te tonen dat daar de synagoge heeft gestaan. De steen toont de synagoge zoals deze was in de tijd dat deze nog in gebruik was. Links onder de synagoge staat in het Hebreeuws Deze steen weent van uit de muur.